# Araneus meropes
Araneus meropes är en spindelart som först beskrevs av Eugen von Keyserling 1865.  Araneus meropes ingår i släktet Araneus och familjen hjulspindlar. Inga underarter finns listade i Catalogue of Life.